# Wanda Ligoniowa
Wanda Ligoniowa, z domu Geelhaar (ur. 22 marca 1884, zm. 27 maja 1953) – polska działaczka społeczna i plebiscytowa.

## Życiorys
Urodziła się w 22 marca 1884 w majątku Kosarzeńce na Podolu, jako córka Teodora Geelhaara, spolonizowanego duńskiego ziemianina, i Karoliny z domu Żebrowskiej. Od 1900 rodzice (wydaleni z bliżej nieznanych powodów z Rosji) mieszkali w Berlinie, gdzie Teodor zajmował się importem tytoniu i gdzie odwiedzała ich córka Wanda. W 1902 w jednym z domów berlińskiej polonii poznała początkującego malarza Stanisława Ligonia. Zakochali się w sobie, grając wspólnie w amatorskim przedstawieniu. Rodzice nie chcieli zgodzić się na ten związek, uważali go za mezalians. Ostatnią, nieudaną próbą rozdzielenia młodych było wysłanie Wandy do rodziny na Kaukaz. Ta jednak pod byle pretekstem wkrótce wróciła do Berlina.
Ślub odbył się 14 listopada 1903 w berlińskim kościele św. Jadwigi. Geelhaarowie, dla uniknięcia skandalu, zgodzili się ostatecznie na małżeństwo, ale byli przekonani, że związek nie potrwa zbyt długo i odmówili młodym wsparcia finansowego.
Po ślubie Ligoniowie wyjechali z Berlina i zamieszkali w Bytomiu. W 1909 przeprowadzili się do Mikołowa, gdzie przez dwa lata Ligoń pracował jako grafik w wydawnictwie Karola Miarki-syna. Kiedy w 1912 przenieśli się do Krakowa (Stanisław chciał kontynuować przerwane w Berlinie studia malarskie), mieli już pięć córek: Irenę, Helenę, Wandę, Stanisławę i Krystynę.

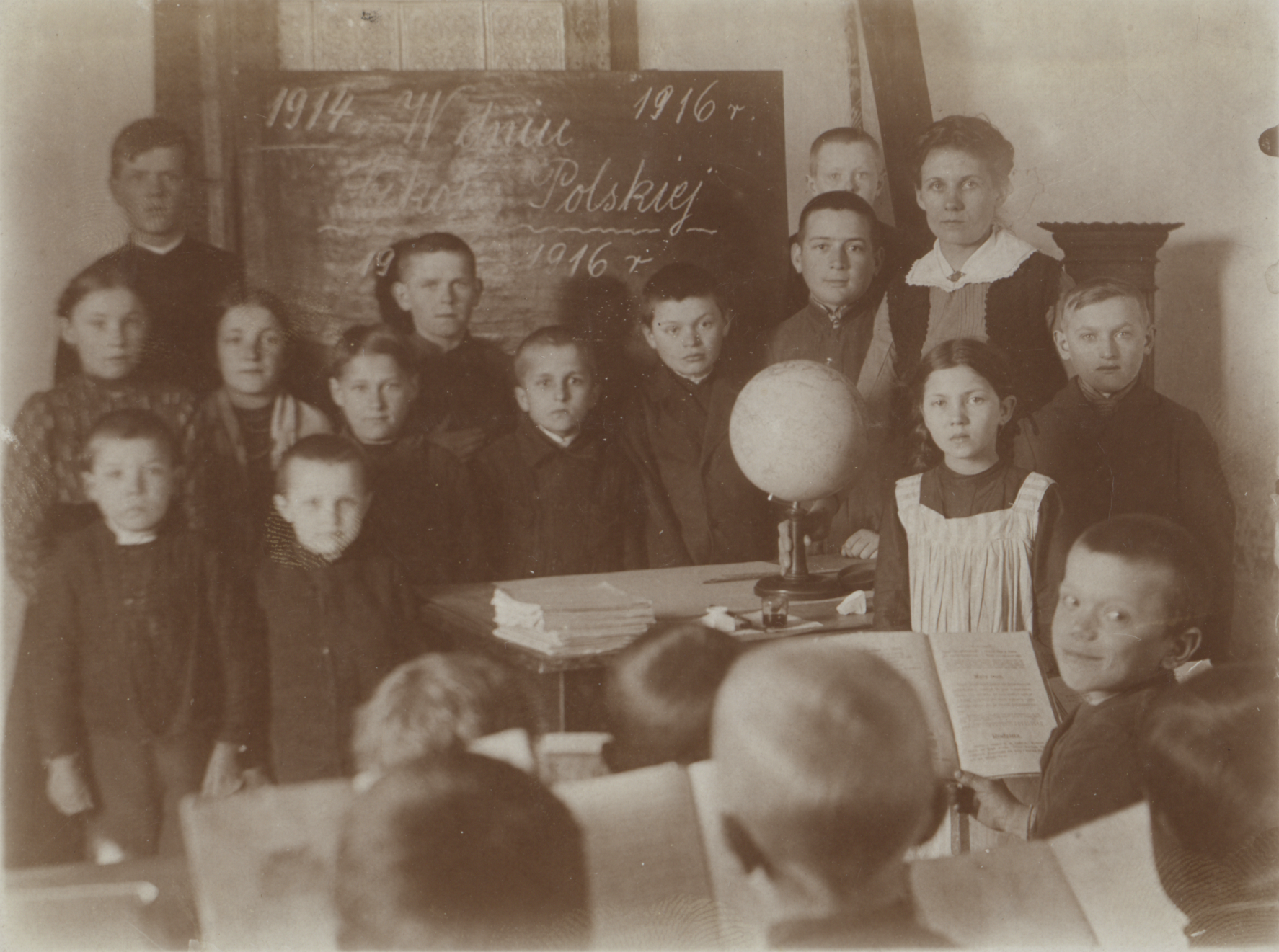
Wanda Ligoniowa z dziećmi w założonej wraz z mężem szkole w Truskolasach (1916)

Trudną sytuację finansową Ligoniów zmieniła propozycja wykonania polichromii w drewnianym kościele w podczęstochowskich Truskolasach, gdzie wyjechali na wakacje w 1914. Właśnie tam zastał ich wybuch I wojny światowej. Oprócz zamówionej polichromii i kilku innych realizacji malarskich, z których Ligoń utrzymywał rodzinę, małżeństwo zajęło się pracą społeczną. Ligoniowie założyli w domu polską szkołę i oboje zajęli się nauczaniem chłopskich dzieci. Wybudowali „Dom Ludowy” z biblioteką i salą teatralną. Biblioteki założyli także w pobliskich wsiach, nakłaniając mieszkańców do czytelnictwa. W Truskolasach powołali do życia amatorski zespół teatralny, w którym uczestniczyli całą rodziną. Prowadzili też barwne życie towarzyskie. Jesienią 1917 Ligoń został powołany do pruskiego wojska, a Wanda z córkami wkrótce przeniosły się do Częstochowy. Jeszcze pod koniec wojny, 29 października 1918, Stanisław powrócił do rodziny na przepustkę, postanowił jednak nie wracać do wojska i do końca wojny się ukrywał. 
Ligoń przebywał z rodziną bardzo krótko, gdyż ze względu na zbliżający się plebiscyt spędzał całe dnie w Bytomiu, gdzie pracował w Wydziale Prasowym Polskiego Komisariatu Plebiscytowego, za co Niemcy już w 1920 wyznaczyli nagrodę pieniężną za jego głowę. Kilkakrotnie podejmowano próby zamachu na niego. Świadkiem jednej z takich prób była Wanda, gdy razem z mężem i jedną z córek spacerowała po ulicach Bytomia.  
Pozostająca w Częstochowie Wanda wówczas również nie próżnowała. Kierowała bowiem tanią jadłodajnią na Jasnej Górze, którą odwiedzali liczni pielgrzymi i tam prowadziła agitację plebiscytową. Ligoniówny, z których najstarsza Irena, miała dziewiętnaście, a najmłodsza Krystyna osiem lat, pracowały jako kelnerki. Podając talerze z gorącą zupą kładły jednocześnie na blatach stolików kartki z hasłem „Głosuj za przyłączeniem Śląska do Polski!”. Wywierały one ponoć dużo silniejsze wrażenie, niż tego samego typu ulotki wręczane w innych okolicznościach.
Po III powstaniu śląskim i przyłączeniu części Śląska do Polski Ligoniowie przenieśli się do Katowic.
W pierwszych dniach września 1939 Ligoniowie, ostrzegani przed planowanym aresztowaniem, wyjechali do Warszawy, gdzie mieszkała jedna z córek. Ligoń wkrótce ruszył dalej do Lublina, później przez Chełm, Łuck, Tarnopol na Węgry, a Ligoniowa pozostała w oblężonej Warszawie. Stamtąd powróciła na Śląsk, ale nie do własnego domu, gdyż ten został skonfiskowany przez Niemców (mieszkał w nim działacz NSDAP Erich Klementi). W korespondencji ze Stanisławem utrzymywała, że zamieszkała na Śląsku (z pewnością, by nie martwić pozostającego na emigracji męża), w rzeczywistości jednak zamieszkała najpierw u obcych ludzi w Sosnowcu, a potem u swatów w Sulejówku. Przez cały czas, korespondując z mężem, musiała uważać na śledzących rodzinę Niemców i adresować listy na inne nazwiska, on sam podpisywał się np. „Wasza ciocia Karolina” lub „Mania i Romek”.
Po wojnie wróciła na Śląsk, ale nie do rodzinnego domu, gdyż ten najpierw ograbiony przez niemieckiego lokatora, a potem zalany wodą przez szabrowników, nie nadawał się do zamieszkania. Z mężem spotkała się dopiero w 1946.
Zmarła 27 maja 1953 w niewyjaśnionych okolicznościach. Pojechała odwiedzić krewnych w Warszawie i zaginęła w podróży. Tygodniami nie było żadnej wiadomości o jej losie. Jej ciało znaleziono na dworcu we Wrocławiu, bez dokumentów, okradzione. Mąż nigdy nie poznał prawdy, a kilka miesięcy po jej zaginięciu zmarł.

## Upamiętnienie
Była jedną z 30 bohaterek wystawy „60 na 100. SĄSIADKI. Głosem Kobiet o powstaniach śląskich i plebiscycie” powstałej w 2019 i opowiadającej o roli kobiet w śląskich zrywach powstańczych i akcji plebiscytowej. Koncepcję wystawy, scenariusz i materiały przygotowała Małgorzata Tkacz-Janik, a grafiki Marta Frej.